# Livre d'Exeter
 (octobre 2024).
Si vous disposez d'ouvrages ou d'articles de référence ou si vous connaissez des sites web de qualité traitant du thème abordé ici, merci de compléter l'article en donnant les références utiles à sa vérifiabilité et en les liant à la section « Notes et références ».
Ne doit pas être confondu avec Liber Exoniensis.
Le Livre d'Exeter (Exeter Book) ou Codex Exoniensis (aussi connu sous sa référence MS 3501 à la bibliothèque de la cathédrale d’Exeter) est un codex de la seconde moitié du Xe siècle, l’un des quatre principaux manuscrits préservant de la littérature des Anglo-Saxons.

## Histoire
Bien que les détails sur la création du codex d’Exeter ne soient pas connus, on le date souvent du Xe siècle, entre 960 et 990. La production de ce manuscrit est ainsi sans doute liée à la réforme bénédictine qui a vu un renouveau de la vie monastique en Angleterre sous le règne d’Edgar (959-975). Il s’agit en effet d’une période très productive pour les monastères anglais tant sur le plan artistique qu’intellectuel.
L’histoire du codex devient plus assurée à partir de 1050, lorsque Leofric devient le premier évêque d'Exeter : dans les registres de la bibliothèque de la cathédrale d'Exeter, il est fait mention d’« un grand livre anglais écrit en vers portant sur de nombreux sujets » (« mycel englisc boc be gehwilcum þingum on leoðwisan geworht »), que l’on considère être le Livre d’Exeter.
On suppose qu’il comptait à l’origine 131 pages, dont les huit premières ont été remplacées et perdues ; il est cependant le plus grand regroupement connu de textes en vieil anglais.

## Contenu
Avec le manuscrit Junius, il s'agit d'un des deux seuls manuscrits consacrés exclusivement à de la poésie en vieil anglais : il contient entre autres deux des quatre poèmes de Cynewulf, Christ II et Juliana
On y trouve également 95 énigmes.
Comme pour tous les autres poèmes vieil-anglais, les titres ne sont pas d'origine mais ont été attribués aux poèmes par leurs éditeurs modernes.
- Crist (ou Christ I, II et III)
- Guthlac A et B
- Azarias
- Le Phénix
- Juliana
- L'Errant (The Wanderer)
- The Gifts of Men
- Préceptes
- Le Marin (The Seafarer)
- Vaine gloire (en) (Vainglory)
- Widsith
- Le sort des hommes (en) (The Fortunes of Men)
- Maximes I[3]
- L'Ordre du monde
- Le « poème rimé » (en)
- La Panthère
- La Baleine
- La Perdrix
- Soul and Body II[4]
- Deor
- Wulf et Eadwacer
- Énigmes 1-59
- La Complainte de l'épouse (The Wife's Lament)
- Le Jugement dernier I
- Résignation
- La Descente aux enfers (The Descent into Hell)
- Alms-Giving
- Pharaon
- Le Notre Père I
- Fragment homilétique II[5]
- Énigme 30b
- Énigme 60
- Le Message de l'époux
- La Ruine
- Énigmes 61-95